# Scinax oreites
Scinax oreites és una espècie de granota de la família dels hílids endèmica del Perú, específiciament, dels Andes peruans. Habita les selves entre 1.600 i els 2.400 m d'altitud. Se suposa que es reprodueixen en estanys, pantans i àrees obertes. Les poblacions de Scinax oreites estan minvant, malgrat que no s'han documentat amenaces concretes. L'explotació agrícola de la zona podria afectar-les; es desconeix la seva capacitat d'adaptar-se a hàbitats degradats.